# Saint-Tropez
Saint-Tropez (Sant Tropetz em occitano) é uma pequena comuna francesa, localizada na região de Provence-Alpes-Côte d'Azur, no departamento de Var. Sua população, em 2005, era estimada em 5 365 habitantes. 

## Histórico

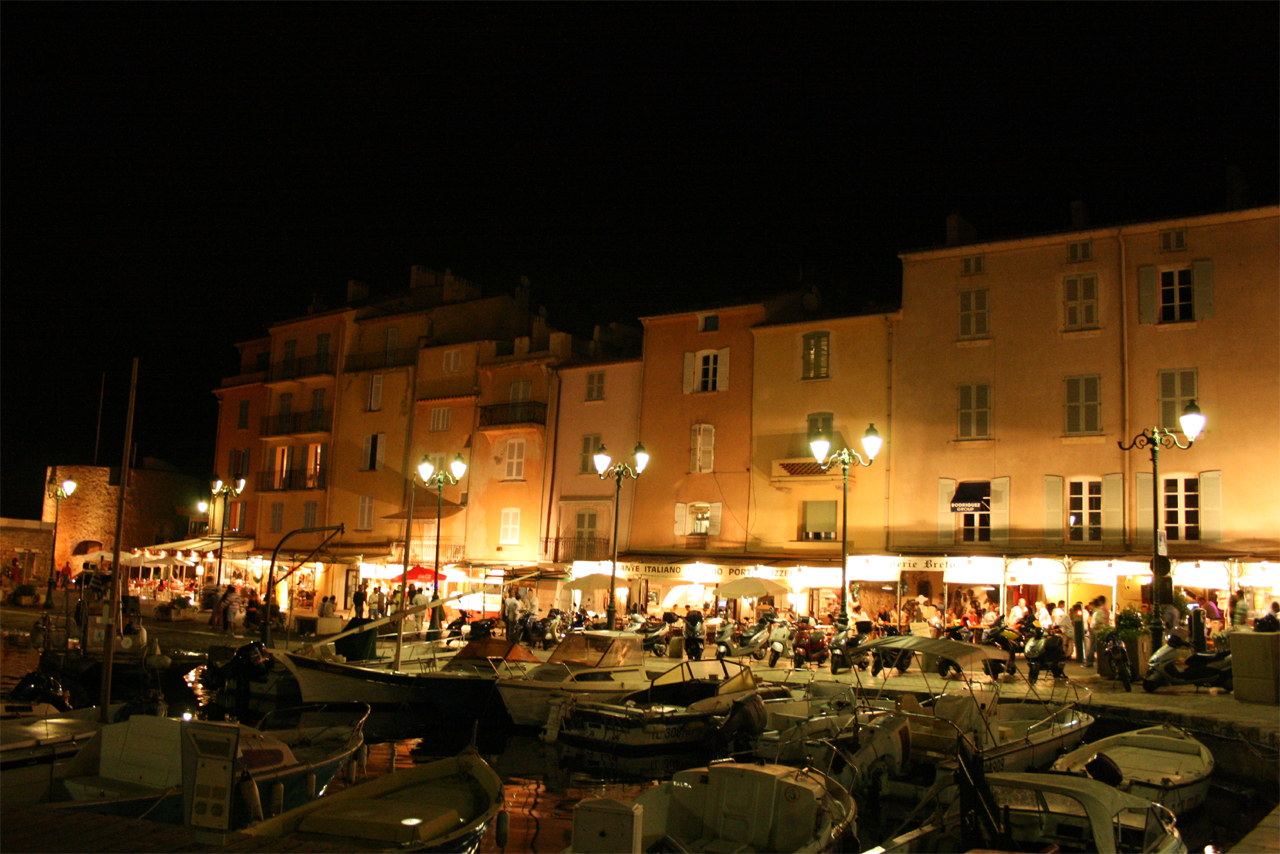
Porto de Saint-Tropez à noite.

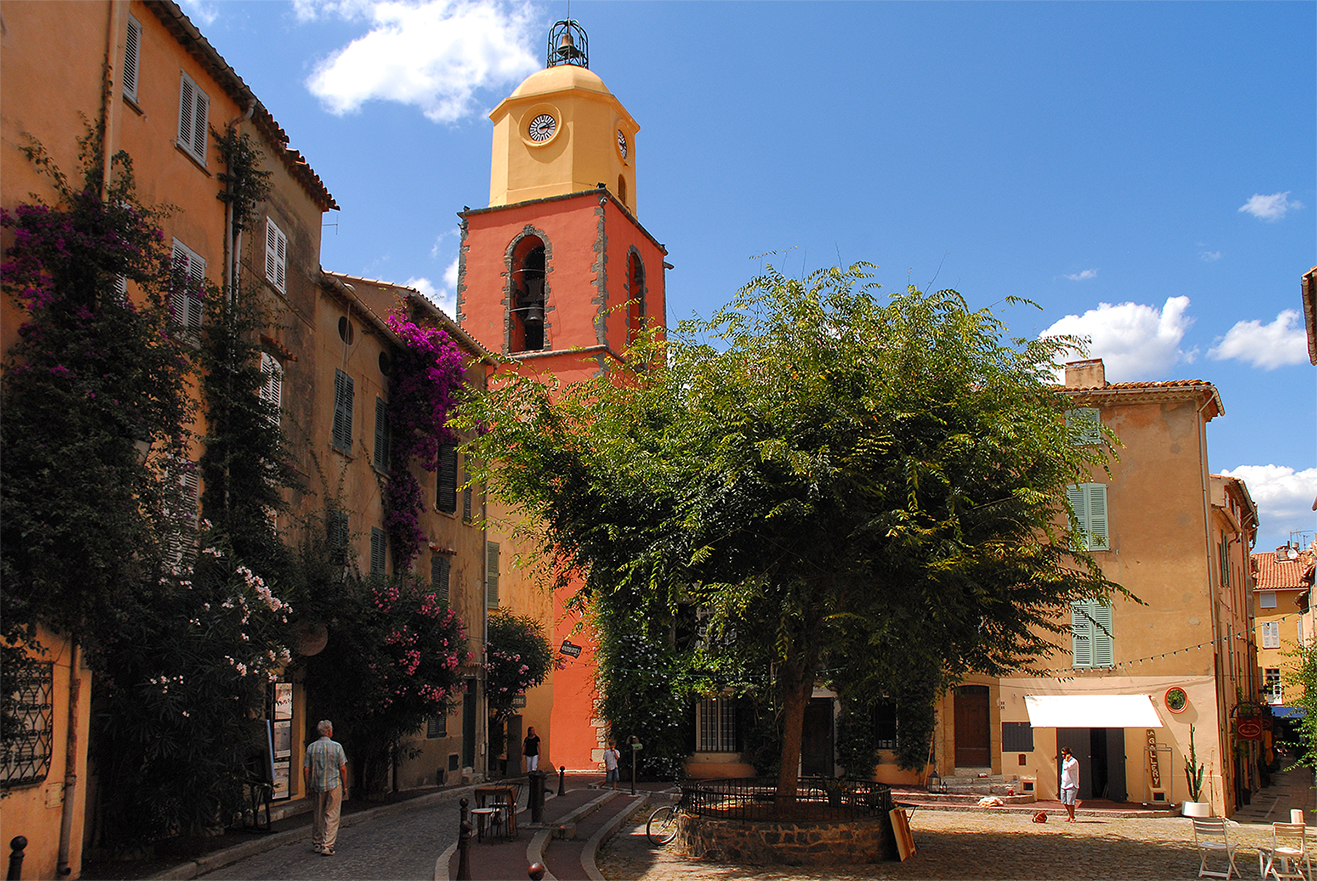
Igreja Notre-Dame-de-l'Assomption de Saint-Tropez

A cidade de Saint-Tropez, antigamente formada somente por uma vila de pescadores, é atualmente um dos pontos turísticos franceses frequentados por jovens milionários e estrelas de Hollywood. Tal transformação deu-se nos anos 60, quando a atriz Brigitte Bardot se mudou para o local, levando consigo muitos fãs e admiradores de seu estilo de vida hedonista.
A cidade já foi homenageada algumas vezes. A banda de rock progressivo/psicódelico Pink Floyd escreveu uma música chamada San Tropez, publicada no álbum Meddle, de 1971. Em 2011, o DJ Antoine, o rapper Timati e a cantora Kalenna criaram uma musica com o nome de "Welcome To St.Tropez". A música "Can U Feel It" do DJ Jean-Roche Também é inspirada em Saint-Tropez. Em 2011, a cantora Rihanna, faz referencia à cidade na sua música Cockiness dizendo: "I'm your St.Tropez!". Em 2014, o rapper J. Cole lançou uma canção intitulada "St. Tropez" no seu álbum 2014 Forest Hills Drive. Em 2019, o cantor de trap Post Malone homenageou a comuna francesa na música Saint-Tropez no álbum Hollywood's Bleeding.